# Fender Duo-Sonic
Fender Duo-Sonic — електрогітара, випущена Fender Musical Instruments Corporation як студентська модель гітари, недорога модель, призначена для музикантів-любителів. Її називали гітарою Fender "розміру 3/4".
Оригінальний "Duo-Sonic" оснащений двома однокотушковими звукознімачами та вертикальним перемикачем на нижній рупорній частині корпусу для вибору бриджу, грифа або обох звукознімачів у конфігурації стилю хамбакінг (на відміну від перемикача лез, більш поширеного на гітарах Fender). Duo-Sonic має типову конструкцію Fender із кленовим грифом, що кріпиться на болтах і прикріплений до міцного корпусу. Міст фіксований, а мензура має коротший гриф, ніж у стандартних моделей, як поступку для молодших гітаристів-початківців та інших гравців з меншими руками.

## Історія
Fender Duo-Sonic був представлений у 1956 році. Як і Musicmaster, представлений кількома місяцями раніше, він мав просту, але ефективну конструкцію та мензуру 571,5 мм (стандартні гітари Fender мають шкалу 647,7 мм) і коштував 149,50 доларів (еквівалент 1675 доларів у 2023 році). Оригінальна модель була доступна лише у світло-коричневому кольорі під назвою Desert Sand і мала кленовий гриф із 21 ладом і гриф із м’яким V-профілем. Оригінальна модель Duo-Sonics також має анодований звукознімач золотистого кольору, який допомагає захистити звукознімачі з однією котушкою та електроніку від перешкод.